# Evangelische Kirche (Herlefeld)

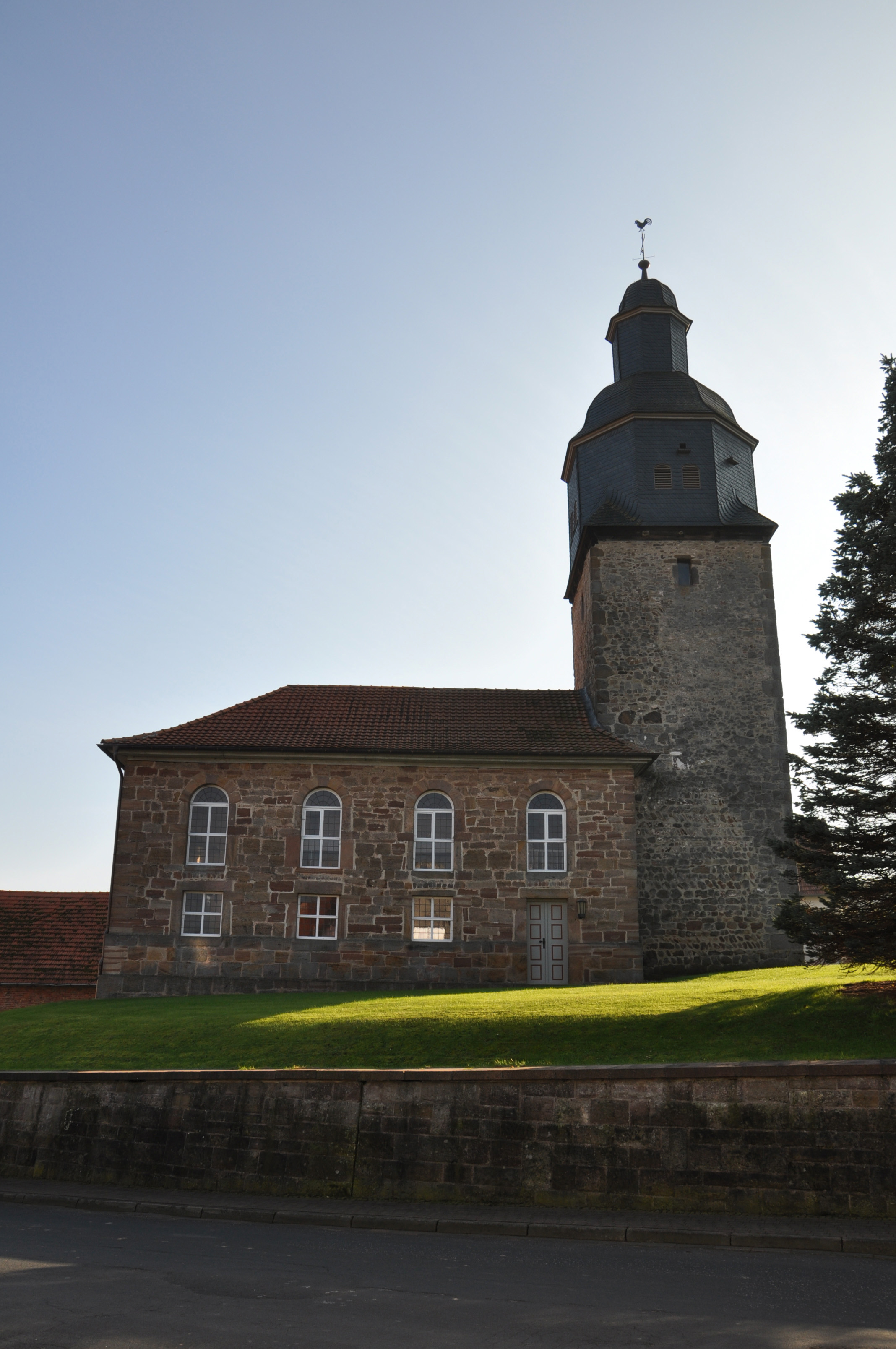
Evangelische Kirche in Herlefeld

Die evangelische Kirche Herlefeld ist ein denkmalgeschütztes Kirchengebäude im Ortsteil Herlefeld der Gemeinde Spangenberg im Schwalm-Eder-Kreis in Hessen. Die Kirche gehört zur Kirchengemeinde Spangenberg im Kirchenkreis Schwalm-Eder im Sprengel Marburg der Evangelischen Kirche von Kurhessen-Waldeck.

## Beschreibung
Das klassizistische Kirchenschiff wurde 1840 nach einem Entwurf des Landbaumeisters Peter Augener aus Quadermauerwerk an den mittelalterlichen Kirchturm aus Bruchsteinen, der im Westen steht, angebaut. Er erhielt später einen achteckigen, schiefergedeckten Aufsatz, in dem sich der Glockenstuhl befindet, in dem zwei große Eisenhartgussglocken von J. F. Weule und eine kleine Bronzeglocke von Franz Schilling hängen. Bedeckt ist der Turm mit einer barocken Haube. Der Turm ist nur vom Innenraum des Kirchenschiffs zugänglich. Die beiden Seitenwände des Kirchenschiffs sind von einer Doppelreihe Bleiglasfenster durchbrochen. Die obere Reihe hat Bogenfenster, die untere quadratische Fenster.
Die Holzbalkendecke, mit der der Innenraum überspannt ist, ruht längs auf Unterzügen, die an das  Spreng- und Hängewerk der Dachkonstruktion angehängt sind. Die hölzernen Emporen sind auf hölzernen Stützen an drei Seiten gestellt. Die Orgel wurde 1856 von Friedrich Wilhelm Holland gebaut. Bei einer Reparatur durch die Werner Bosch Orgelbau im Jahre 1955 erfuhr sie eine klangliche Veränderung. Die hölzerne Kanzel befindet sich auf der Ostwand, davor steht ein steinerner Altar.